# Cantonul Nègrepelisse
Cantonul Nègrepelisse este un canton din arondismentul Montauban, departamentul Tarn-et-Garonne, regiunea Midi-Pyrénées, Franța.

## Comune
- Albias
- Bioule
- Montricoux
- Nègrepelisse (reședință)
- Saint-Étienne-de-Tulmont
- Vaïssac